# 三浦薬品
三浦薬品株式会社（みうらやくひん）は、東京都八王子市大和田町4-26-10に本社を置く主に医薬品・医療機器の卸売りを扱う企業であった。共創未来グループの一社「東邦薬品」である。

## 概要
- 代表取締役社長　三浦弥一
- 資本金　600万円

## 沿革
- 昭和25年10月5日創業。
- 昭和60年10月東京都八王子の「東邦薬品株式会社」と合併「町田支店」として発足

## 営業所
- 町田支店・町田市旭町2-4-4
- 川崎営業所・川崎市多摩区長尾1123-3
- 相模原出張所・相模原市東橋本2-18-1

## 関連企業
- 東邦薬品

## 大株主
- 三浦弥一
- 松谷義範
- 小島勇
- 三浦幹雄
- 神藤久子
- 三浦孝六

## 主な取引メーカー
- 藤沢薬品
- 田辺製薬
- 東洋醸造
- 第一製薬
- 山之内製薬